# شهرستان وارن (ایندیانا)
شهرستان وارن، ایندیانا (به انگلیسی: Warren County, Indiana) شهرستانی در ایالات متحده آمریکا است که در ایندیانا واقع شده‌است.